# Западнохерцеговачки кантон
Западнохерцеговачки кантон је кантон у саставу Федерације Босне и Херцеговине.

## Географија
Кантон је смештен у југозападном делу Босне и Херцеговине, дуж границе са Републиком Хрватском са седиштем у Широком Бријегу. Површина кантона износи 1.362,2 км2, што чини 5,21% површине Федерације Босне и Херцеговине.

## Становништво
Већинско становништво кантона и свих његових општина су Хрвати.
|                      | 2013.           | 1991.           |
| Укупно               | 94 898 (100,0%) | 88 992 (100,0%) |
| Хрвати               | 93 725 (98,76%) | 86 164 (96,82%) |
| Бошњаци              | 718 (0,757%)    | 1 611 (1,810%)1 |
| Непознато            | 164 (0,173%)    | –               |
| Срби                 | 101 (0,106%)    | 231 (0,260%)    |
| Неизјашњени          | 66 (0,070%)     | –               |
| Албанци              | 53 (0,056%)     | –               |
| Остали               | 52 (0,055%)     | 708 (0,796%)    |
| Муслимани            | 7 (0,007%)      | –               |
| Босанци и Херцеговци | 5 (0,005%)      | –               |
| Црногорци            | 3 (0,003%)      | –               |
| Југословени          | 1 (0,001%)      | 278 (0,312%)    |
| Словенци             | 1 (0,001%)      | –               |
| Украјинци            | 1 (0,001%)      | –               |
| Босанци              | 1 (0,001%)      | –               |

1. 1 На пописима од 1971. до 1991. Бошњаци су пописивани углавном као Муслимани.

## Општине
Општине кантона су: Посушје, Груде, Љубушки и Широки Бријег.

## Знамења
Застава и грб кантона били су исти као и застава и грб бивше Хрватске заједнице Херцег-Босне. Ова знамења проглашена су неуставним од стране Уставног суда Федерације БиХ, јер представљају традиције само једног конститутивног народа (Хрвата). Локална влада, међутим, и даље користи ова обиљежја.